# St. Nicolai (Jessen)
Die Pfarrkirche St. Nicolai in Jessen (Elster) wurde im 11. Jahrhundert errichtet und ist nach dem heiligen Nikolaus benannt. Die Kirche ist im Denkmalverzeichnis des Landes Sachsen-Anhalt aufgeführt.

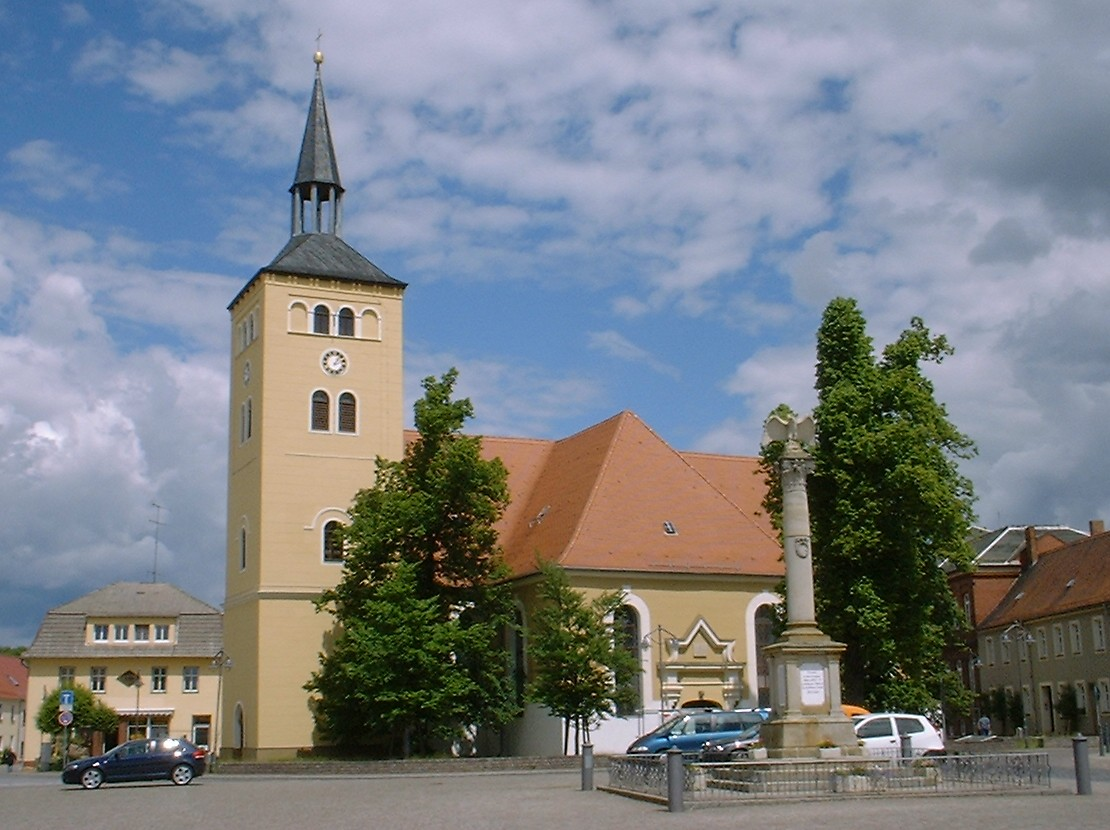
St. Nicolai auf dem Markt in Jessen

## Geschichte
Die Kirche ist romanischen Ursprungs und wurde im 14. und 15. Jahrhundert gotisch erneuert. Am 14. Februar 1522 wurde der erste evangelische Abendmahlsgottesdienst gefeiert.
Nach der Zerstörung durch einen Brand am 14. August 1646, die auch Altar, Kanzel und Orgel einschloss, glückte ein Wiederaufbau erst 30 Jahre später, im Jahr 1676. Während dieser Zeit wurde der Turm, den es seit 1595 gab, auf den gebrannten Resten neu gemauert. Diese gewährleisteten keine ausreichende Standsicherheit, weshalb der noch unfertige Turm im Jahr 1661 auf die bereits teilrekonstruierte Kirche stürzte und erneut Dach und Orgel zerstörte.
Der Gottesdienst wurde während dieser Zeit auf den Ruinen abgehalten, bis 1676 ein turmloser Nachfolgebau errichtet war. Erst am 19. Oktober 1767 konnte eine neue Orgel eingeweiht werden. Der Neubau des Turms ließ länger auf sich warten. Die Grundsteinlegung am 17. Mai 1823 und Fertigstellung im selben Jahr wurde von Christ. Theophilus Lehmann aus Dresden ermöglicht. Schließlich wurde ein neues Geläut mit einer Vorschusszahlung der Tuchmacher angeschafft, die von der Bürgerschaft getilgt wurde.
Im Jahr 1895 wurde die Kirche wesentlich instand gesetzt. In den Jahren 1979 bis 1994 erfolgte wiederum eine Erneuerung der Kirche, dabei wurde ein aus der abgerissenen St.-Petri-Kirche in Groß Quenstedt bei Halberstadt stammender barocker Kanzelaltar und die dazugehörenden Brüstungen der Empore eingebaut. Die Orgel, die barocken Bilder, der Taufstein und die Kanzel wurden in dieser Zeit ebenso restauriert. 2001 bis 2002 wurde der zu diesem Zeitpunkt von Einsturz bedrohte Kirchturm restauriert und eine dritte Glocke beschafft. Eine Sanierung des Außengebäudes erfolgte zwischen 2005 und 2006. In diesen Jahren wurde auch das in der Kirche befindliche, Gemälde mit der Kreuzabnahme restauriert. Dieses soll einer Überlieferung zufolge 1552 von einem Wittenberger Professor gestiftet worden sein.

## Beschreibung

### Gebäude
Die Kirche besteht aus einem großen rechteckigem Saal und seitlichen, kreuzförmig wirkenden Anbauten. Die an diesen Anbauten befindlichen Portale sind mit ädikul und manieriert geformten Aufsätzen gerahmt.
Im Ostteil des Gebäudes befindet sich eine Sakristei mit kuppelförmigen Gewölben. Die quaderförmige Putz-Struktur von Kirchenschiff und Westturm des Gebäudes stammen aus dem Jahr der Neuerrichtung des Turmes. Die Querarme sind im Innenraum durch Rundbögen zum Innenraum geöffnet. Die Decke des Innenraumes stammt aus den Jahren 1883/84.

### Altar
Der Altar wurde um 1700 in Groß Quenstedt aus Kiefer und Linde geschnitzt und ist ein typisch protestantischer Kanzelaltar des Barock. Links der Kanzel befindet sich Mose mit den Gesetzestafeln, rechts davon ist Johannes den Täufer mit einem Kreuzstab in der Hand zu sehen. Die Figur in der Mitte des Kanzelkorbes stellt den segnenden Christus mit Weltkugel in der Hand dar, rechts und links von ihm befinden sich die auserwählten Jünger, Andreas mit Kreuz und Jakobus der Jüngere mit Keule links, Jakobus der Ältere mit Muschel am Hut und Johannes rechts. Im oberen Drittel des Altares befinden sich vier große Figuren über der großen Mosefigur: Petrus mit Kreuz und Schlüssel sowie Jakobus mit Buch. Über Johannes dem Täufer: Martin Luther mit Bibel und Talar sowie der Jünger Johannes mit Buch. Die Bekrönung des Altares bildet Christus mit Siegesfahne zwischen zwei Engeln. Der aus dem Jahr 1662 stammende des Altaraufsatz ist heute geteilt. Die mit der Darstellung des Abendmahls sowie der Gethsemane versehenen Altarblätter befinden sich an der Südwand und auf der Südempore der Kirche.

#### Geschichte des Altares in Jessen
Am Ende der 1970er Jahre wurde aufgrund des starken Verfalls der Groß Quenstedter Kirche beschlossen, diese bis auf den Turm abzutragen, und das Inventar in Magdeburg einzulagern. In Jessen wurde 1979 mit einer umfangreichen Reparatur und Neugestaltung der Nicolai-Kirche begonnen. 1983 fasste der damalige Gemeindekirchenrat den Beschluss, „die Ausstattung der Kirche von Quenstedt nach Fertigstellung in der Jessener Kirche aufzustellen“. Im selben Jahr stimmt das damalige Institut für Denkmalpflege in Halle der Umsetzung des Altares von Groß Quenstedt nach Jessen zu, „um wertvolles Kunstgut zu sichern, zu erhalten und es wieder der Öffentlichkeit zugänglich und erlebbar zu machen“. 

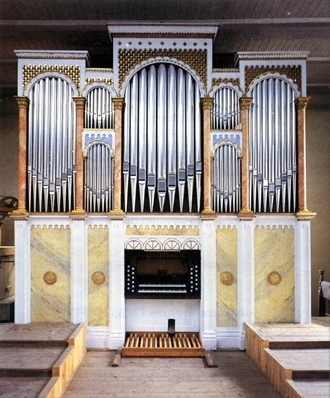
Orgel der Kirche

 1986 wird das in Magdeburg eingelagerte Inventar nach Jessen überführt und mit dem Neubau der tragenden Teile des Kanzelaltares begonnen. Im Zuge der Restaurierung wurden verloren gegangene Stücke, wie die den Altar bekrönende Christusfigur nachgeschnitzt und das Altarbild neu gemalt. Die Fertigstellung erfolgte im Jahr 1994.

## Orgel
Die 1767 erbaute neue Orgel stammte von Johann Ephraim Hübner aus Wittenberg.
Die heute erhaltene Orgel mit 22 Registern auf zwei Manualen und Pedal wurde im Jahr 1868 durch die Orgelbauanstalt Conrad Geißler aus Eilenburg errichtet. Eine Restaurierung wurde 1994 durch Rainer Wolter vorgenommen. Die Disposition lautet:
| I Hauptwerk C–f3 |       |
| Gedackt Pommer   | 16′   |
| Principal        | 8′    |
| Flöte Gedackt    | 8′    |
| Oktave           | 4′    |
| Rohrflöte        | 4'    |
| Nasat            | 2 ⁄3′ |
| Oktave           | 2′    |
| Nachthorn        | 2′    |
| Mixtur V         |       |
| Trompete         | 8′    |

| II Oberwerk C–f3 |    |
| Gedackt          | 8′ |
| Gemshorn         | 8′ |
| Vox celeste      | 8′ |
| Principal        | 4′ |
| Hohlflöte        | 4′ |
| Oktave           | 2′ |
| Scharff III      |    |

| Pedal C–d1 |     |
| Violon     | 16′ |
| Subbaß     | 16′ |
| Oktavbaß   | 8′  |
| Choralbaß  | 4′  |
| Posaune    | 16′ |

Koppeln: Manualkoppel, Pedal - Hauptwerk.

## Sonstiges
Das achteckige Taufbecken der Kirche steht auf einem Volutenfuß.